# Stenopsyche navasi
Stenopsyche navasi är en nattsländeart som beskrevs av Georg Ulmer 1926. Stenopsyche navasi ingår i släktet Stenopsyche och familjen Stenopsychidae. Inga underarter finns listade i Catalogue of Life.